# GAMA202627
GAMA202627 — спиральная галактика (известная также как G202627), имеющая две галактики-спутника, что делает её аналогичной нашей галактике Млечный Путь.
Галактика была описана в 2012 году в газете астрономом др. Аароном Роботэмом (Dr. Aaron Robotham), совместно с Университетом Западной Австралии — узлом Международного центра радиоастрономических исследований (ICRAR) и Университетом Сент-Эндрюс в Шотландии, во время поисков групп галактик, подобных нашей, в самой подробной карте близлежащей вселенной в рамках проекта GAMA. Галактика имеет красное смещение z = 0.051219 +/- 0.000123 которое соответствует расстоянию 705 млн световых лет, или 216 млн пк
Др. Роботэм отмечает, «Мы нашли всего 3 % галактик, аналогичных нашему Млечному Пути, имеющих галактики-компаньоны, подобные Магеллановым Облакам, что является весьма редким. Всего мы обнаружили 14 галактических систем, подобных нашей, две из них представляют собой почти точное совпадение».
Многие галактики имеют меньшие галактики на орбите вокруг них, но лишь немногие из них имеют два спутника, достаточно больших, как Магеллановы Облака. Вот почему галактика столь уникальна, поскольку она имеет две достаточно массивных галактики-спутника в непосредственной близости.